# Гупаловский, Тадеуш
Тадеуш Гупаловский (пол. Tadeusz Hupałowski; 25 июня 1922, Золочев — 22 декабря 1999, Варшава) — польский военачальник и политик времён ПНР. Генерал дивизии Народного Войска Польского. При военном положении 1981—1983 — член Военного совета национального спасения в 1981—1983. Занимал посты в руководящих органах ПОРП и правительстве ПНР. Председатель Высшей контрольной палаты в 1983—1991. Участвовал в экономических преобразованиях последних лет ПНР.

## Происхождение
Родился в семье украинских поляков. Окончил гуманитарный лицей. В 1939 участвовал в боевых действиях против немецких войск под Ниско. Затем вернулся на родину в Золочев, оказавшийся в советской зоне оккупации. Служил в финансовом ведомстве, работал на кирпичном заводе и на железнодорожной станции. При нацистской оккупации был чернорабочим, шофёром, завскладом.
В январе 1945 вступил в Народное Войско Польское (LWP). Окончил пехотную школу, затем Академию политических наук, Военную академию в Чехословакии и Военную академию Генерального штаба ВС СССР. В 1952 майор Гупаловский вступил в правящую компартию ПОРП.

## В армейском командовании
В 1958—1961 полковник Гупаловский представлял Войско Польское в штабной системе Организации Варшавского договора. С 1965 — заместитель главного инспектора территориальной обороны. В этом качестве участвовал в проекте размещения и транспортировки ядерного оружия на территории ПНР.
В 1968—1972 Тадеуш Гупаловский — начальник штаба Силезского военного округа в звании генерал бригады. В 1973—1981 генерал дивизии Гупаловский — заместитель начальника Генштаба LWP генерала Сивицкого.
Политически генерал Гупаловский был противником забастовочного движения 1980 и независимого профсоюза Солидарность. 1 декабря 1980 он получил в Москве план военных манёвров, предполагавших массированный ввод советских войск в Польшу. Однако руководство КПСС учло позицию руководства ПОРП и воздержалось от прямого военного вмешательства. Сам Гупаловский считал целесообразным установление военного режима силами польской армии и участвовал в подготовке конкретного плана действий.

## В политическом руководстве
Генерал Гупаловский был одним из организаторов военного положения, введённого 13 декабря 1981. Входил в Военный совет национального спасения (WRON) — внеконституционного органа высшей власти во главе с первым секретарём ЦК ПОРП, премьер-министром и министром национальной обороны генералом Ярузельским. Занимал также пост министра администрации, экономики и охраны окружающей среды в правительстве Ярузельского. Гупаловский не принадлежал к неформальной «Директории», где принимались все основные решения, но причислялся к «первому ряду» WRON — наряду с генералом Тучапским, генералом Мольчиком, генералом Пиотровским, генералом Барылой. Курировал экономическую политику военного режима.
Проявился Гупаловский и во внешней политике — курировал отношения с Ливийской джамахирией. Он посетил Триполи и провёл переговоры с Каддафи. «Лидер Ливийской Революции» выразил полную поддержку WRON и обещал увеличить количество польских специалистов в Ливии.
В 1983 году Гупаловский был назначен председателем Высшей контрольной палаты (сменил на этом посту Мечислава Мочара). По некоторым оценкам, во главе этого органа — контролирующего экономическую деятельность госструктур — Гупаловский (по согласованию с Ярузельским) способствовал укреплению внешних экономических связей и подготовке к «номенклатурной приватизации».
В 1986—1990 годах Гупаловский занимал пост заместителя председателя Центральной контрольно-ревизионной комиссии ПОРП. Был также руководителем Общества польско-ливийской дружбы .

## Реформы и отставка
В ноябре 1988 Тадеуш Гупаловский принимал участие в переговорах руководства ПОРП с лидерами «Солидарности». Поддерживал линию Ярузельского и генерала Кищака на компромисс с оппозицией. Участвовал в переговорном процессе в Магдаленке и подготовке Круглого стола.
До 1991 — уже в новой общественно-политической системе — Гупаловский оставался председателем Высшей контрольной платы. После отставки в политике активно не участвовал. Состоял в Клубе генералов Войска Польского. Был женат, имел сына и дочь.

## Кончина и оценки
Скончался Тадеуш Гупаловский в возрасте 77 лет. Похоронен на кладбище Воинские Повонзки.
Генерал Гупаловский двойственно воспринимается в современном польском обществе. С одной стороны, он принадлежал к военной номенклатуре режима ПОРП, входил в состав WRON, участвовал в подавлении протестов. С другой — оказался одним из видных партийно-государственных функционеров, пошедших на диалог с оппозицией в конце 1980-х.